# ماری‌جوآنا
شاه‌دانه (به انگلیسی: Cannabis) که در فرهنگ عامه با نام‌های ماریجوانا، گراس، علف یا گل نیز شناخته می‌شود، یک مادهٔ فعال‌کنندهٔ روان است که از آن برای اهداف تفریحی یا درمانی بهره می‌برند. ماری‌جوانا از برگ و گل گیاه شاه‌دانه به دست می‌آید و همانند همهٔ فرآورده‌های گیاه شاه‌دانه، تتراهیدروکانابینول (تی‌اچ‌سی) ترکیب مؤثر و عامل اصلی آثار سرخوشی‌آور آن است که تنها یکی از صدها ترکیب شناخته‌شدهٔ گیاه شاهدانه به‌شمار می‌رود.
تمدد اعصاب، سرخوشی، درون‌نگری، خنده زیاد و افزایش اشتها از مهم‌ترین آثار دلخواه ذهنی و جسمی ماری‌جوانا به‌شمار می‌رود که باعث استفاده تفریحی از آن شده است. از عوارض جانبی موقتی مصرف آن می‌توان به کاهش حافظهٔ کوتاه‌مدت، خشکی دهان، سرخیِ دیدگان، اختلال در مهارت‌های حرکتی و گاهی احساس اضطراب و وحشت اشاره کرد. عوارض جانبی بلندمدت در برخی موارد شامل اعتیاد فکری، کاهش قوای ذهنی در افرادی که مصرف را از نوجوانی آغاز کرده‌اند، و مشکلات رفتاری در کودکانی است که مادرانشان هنگام بارداری ماری‌جوانا مصرف می‌کرده‌اند.

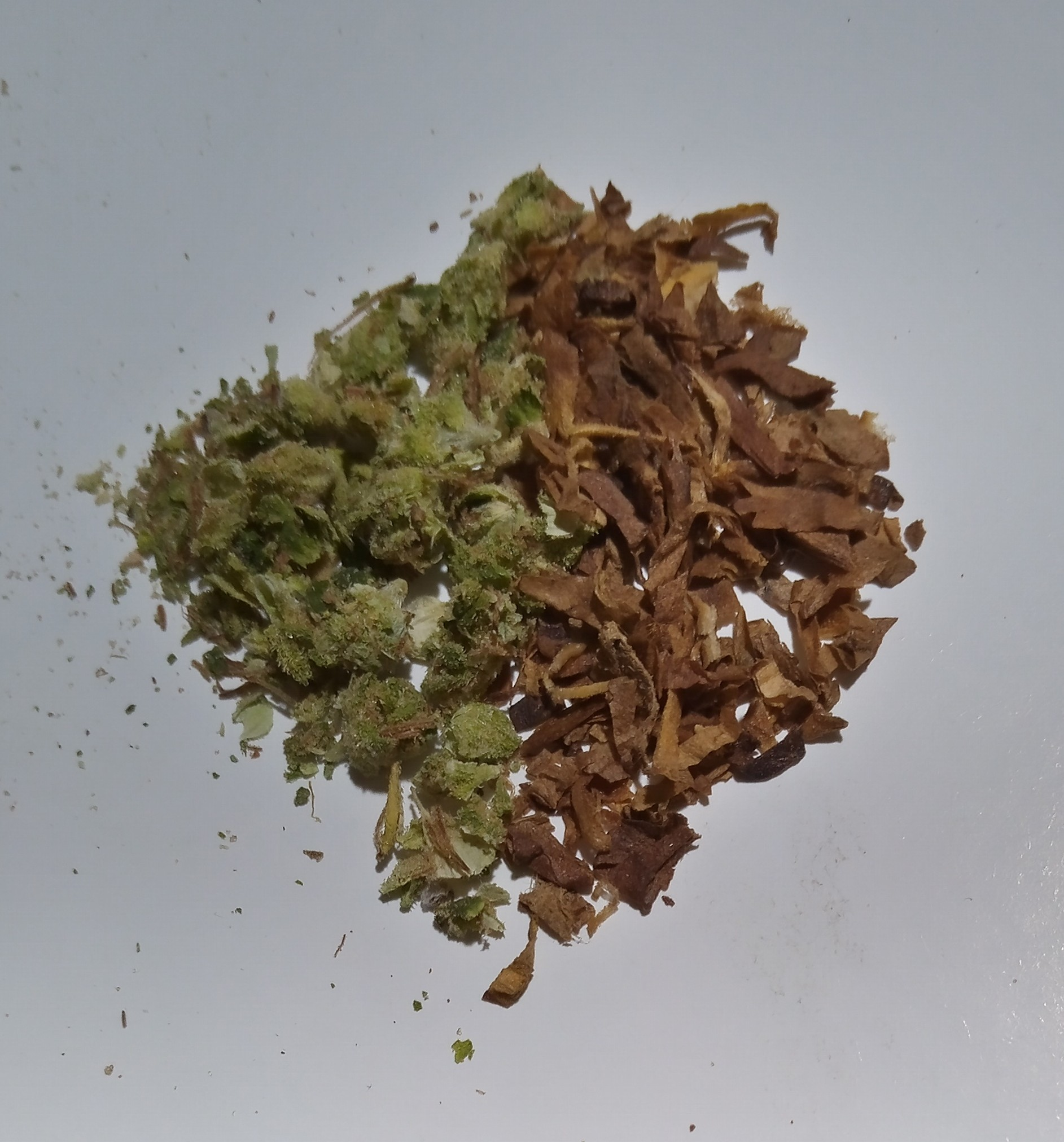
سمت راست توتون سیگار، سمت چپ گل خرد شده شاهدانه؛ ماریجوانا

ماری‌جوانا به‌عنوان یک مادهٔ روان‌گردان تفریحی، داروی درمانی و در برخی مراسم‌های مذهبی مورد استفاده قرار می‌گیرد. استفاده از این ماده بیشتر به‌صورت تنفسِ دود حاصل از سوختن (تدخینی) و گاهی به صورت خوراکی است. اغلب در حالت تدخینی، گیاه خُرد شده را در کاغذ مخصوص پیچیده و به صورت سیگار شاه‌دانه آن را می‌کشند.
اولین نشانه‌ها از مصرف ماری‌جوانا به هزارهٔ سوم پیش از میلاد یا ۵ هزار سال پیش از این مربوط می‌شود. از اوایل قرن بیستم در اغلب کشورهای جهان، محدودیت‌هایی قانونی در مورد استفاده و فروش ماری‌جوانا و دیگر محصولاتِ گیاه شاهدانه وضع گردید، به گونه‌ای که حمل، مصرف و فروش آن در بیشتر کشورهای جهان غیرقانونی شد، اما اخیراً ممنوعیت‌های قانونی ماری‌جوانا در کشورهای اروگوئه، کانادا، هلند و ۱۰ ایالت آمریکا آزاد شده است. علاوه‌بر این، در تعدادی از کشورهای دیگر مانند بریتانیا، اسپانیا، آلمان، ایتالیا و استرالیا و همچنین در ۳۲ ایالت از کشور آمریکا به‌عنوان یک درمانِ گیاهی با تجویز پزشکان مورد استفاده قرار می‌گیرد که به‌عنوان ماری‌جوانای طبی از آن یاد می‌شود.

## تاریخچه
تاریخچه شاهدانه و استفاده از آن توسط انسان‌ها بنابر شواهد باستان‌شناسی دست کم به هزاره سوم قبل از میلاد در تاریخ کتبی و احتمالاً قبل‌تر از آن بازمی‌گردد. طی هزاران سال، اجزای مختلف این گیاه برای تهیه کلاف و طناب، و نیز به عنوان غذا و دارو کاربرد داشته و به دلیل خواص روانگردانی برای استفاده مذهبی و تفریحی ارزش داشته است. گیاه ماری‌جوانا بومی آسیای مرکزی و شبه قاره هند است. گزارش‌ها تاریخی بیانگر استفاده دارویی و مذهبی ماریجوانا در مراسم‌های مختلف و رواج آن در فرقه‌های گوناگون سراسر جهان است؛ مانند بذرهای کشف شده توسط باستان شناسان در پازیریک که استفاده از این گیاه در مراسم‌ها را توسط اسکیموها در طول قرن ۲ تا ۵ پیش از میلاد نشان می‌دهد و گزارش‌های تاریخ هرودوت را در این باره تأیید می‌کند. به نظر می‌رسد گیاه شاهدانه توسط مسافران هندی به آفریقا معرفی و منتقل شده است. مصرف ماری‌جوانا به همراه حشیش از جهان غرب به میان اعراب ترویج یافت و به بَنج و جَرَس (بنگ و چرس در فارسی) معروف شد. این مواد در میان صوفیان و عرفای مسلمان نیز تا مدت‌ها رواج پیدا کرد.
اولین محدودیت‌ها برای ماری‌جوانا، قرن ۱۴ میلادی در دنیای اسلام اعمال شدند. در قرن نوزدهم کشت و مصرف آن در کشورهای استعماری به دلیل آن که مصرف ماریجوانا تحت تأثیر فشارهای قومی و فرهنگی قرار داشت، محدود شد. تجارت بین‌المللی ماری‌جوانا و حشیش در سال ۱۹۲۵ تحت کنترل کنوانسیون بین‌المللی تریاک قرار گرفت. در اواخر دهه ۱۹۶۰ هماهنگی بین‌المللی در قبال کنترل مواد مخدر، موجب ممنوعیت‌های گسترده آن در سطح جهانی شد، اکثر کشورها محدودیت‌های قاچاق و استفاده از ماریجوانا و حشیش را ایجاد کرده و مجازات‌های سنگین را برای تأمین، فروش یا عرضه غیرقانونی اعمال کردند. با این وجود مصرف ماری‌جوآنا همچنان در میان گروه‌های موسیقی و خوانندگان جاز و راک و بعضی هنرمندان معمول بود. از دهه ۱۹۷۰، بعضی از کشورها و حوزه‌های قضایی، مجازات‌ها را برای داشتن مقادیر کم کاهش دادند. در قرن بیست و یکم هلند به عنوان اولین کشور در قرن حاضر ماریجوانا را آزاد کرد و در حال حاضر روند کاهش ممنوعیت‌های اعمال شده در دستور کار برخی کشورهای اروپایی و آمریکایی قرار گرفته است.

## اثرات
اعتیاد جسمی به ماری‌جوآنا اثبات نشده است با این وجود تخمین زده شده که ۹٪ استفاده‌کنندگان از ماری‌جوانا به آن وابستگی پیدا می‌کنند. برخی پژوهش‌ها حاکی از آن است که مصرف مداوم ماری‌جوانا در مقادیر بالا با علائم ترک جسمانی و روانیِ نسبتاً خفیفی همراه است.

### در کوتاه‌مدت

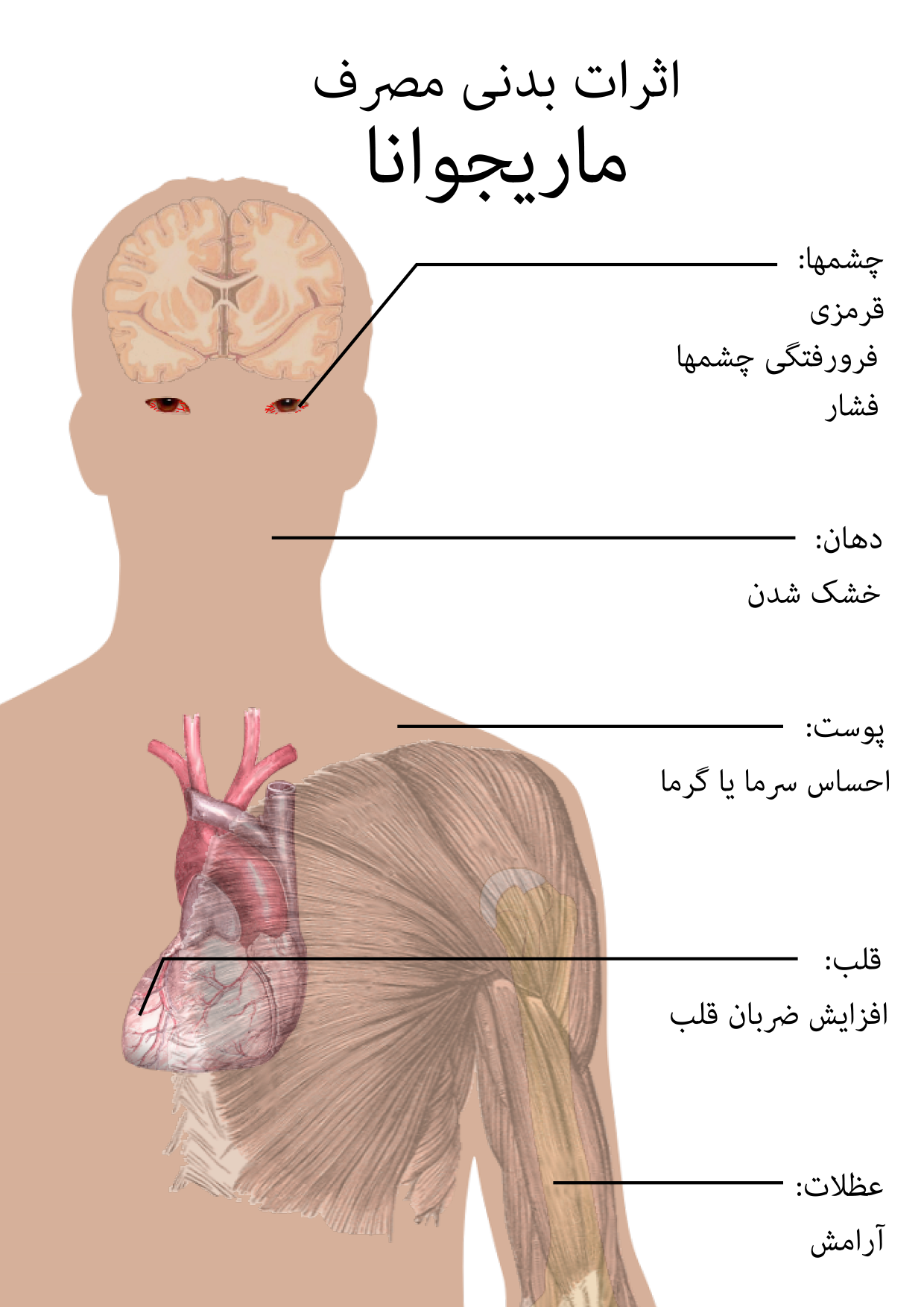
اثرات بدنی ماری‌جوانا پس از مصرف

پس از کشیدن ماری‌جوانا، اثرات کوتاه‌مدت پس از چند ثانیه آشکار می‌شود و تا چند دقیقه کاملاً قابل احساس هستند. این اثرات نوعاً به مدت ۲ تا ۳ ساعت دوام می‌آورند. اما عنصر اصلی آن (تی.اچ. سی) تا چندین روز در بدن باقی خواهد ماند.
اثرات کوتاه‌مدت روان‌گردان ماری‌جوانا خاصیتی مرحله‌ای دارد و طی سه مرحله ظاهر می‌شود:
1. مرحلهٔ اول: اثرات ابتدایی، شامل حس آرامش و تا درجه‌ای کمتر، سرخوشی است.
2. مرحلهٔ دوم: در این مرحله مواردی نظیر سهولت در تفکر فلسفی، درون‌نگری[۱۶] همراه با لتارژی، اضطراب و پارانویا گزارش شده است[۱۷]
3. مرحلهٔ سوم: اثرات این مرحله می‌تواند شامل افزایش ضربان قلب و افزایش اشتها باشد.

جدا از تغییرات ذهنی در ادراک و به‌ویژه خلق‌وخو، شایع‌ترین عوارض جسمی و عصب‌شناسی این ماده شامل افزایش ضربان قلب، کاهش فشار خون، اختلال در حافظهٔ کوتاه‌مدت، اختلال حرکتی، و اختلال در تمرکز است.

### در درازمدت
اثرات درازمدت مصرف ماری‌جوانا نسبتاً ناشناخته است. با توجه به محدودیت‌های پژوهش به دلیل غیرقانونی بودن ماری‌جوانا در بسیاری از کشورها و کم بودن مستندات علمی، همچنان بر سرِ امکان وابستگی به ماری‌جوانا، اثر آن بر هوش و حافظه، اثرش بر ریه، و رابطهٔ احتمالی‌اش با اختلالات ذهنی و روانی نظیر اسکیزوفرنی و روان‌پریشی، زوال شخصیت، و اختلالات افسردگی و پنیک اتفاق نظر وجود ندارد. تحقیقاتی که در این زمینه انجام شده صرفاً هم‌بستگی میان مصرف ماری‌جوانا و برخی اختلالات را نشان داده‌اند و هنوز رابطهٔ علّی میان مصرف ماری‌جوانا و اختلالات ذکر شده اثبات نشده است.

## بررسی و اثرشناسی
ماریجوانا دارای ۴۸۳ ترکیب شیمیایی است که عمدهٔ اثرات حاصل از مصرف ماریجوانا و به‌طور کلی همه محصولات گیاه شاهدانه به ۶۴ نوع کانابینوئید موجود در این گیاه بازمی‌گردد. در این میان کانابینوئیدهای تی‌اچ‌سی (تتراهیدروکانابینول) و سی‌بی‌دی (کانابیدیول) مهم‌ترین نقش را در ایجاد اثرات آن ایفا می‌کنند. تی‌اچ‌سی عامل اصلی اثرات سرخوشی‌آور و روان‌گردان ماریجوانا و سی‌بی‌دی باعث اثرات آرام‌بخشی آن است. درحالی‌که اکثر ترکیبات سایکو اکتیو در یکی از دسته‌های محرک، سرکوب کننده، یا توهم‌زا قرار می‌گیرند، ماری‌جوانا در بین این دسته‌ها قرار می‌گیرد و اثراتِ میانی از خود نشان می‌دهد. یک مطالعهٔ علمی که در سال ۲۰۰۰ در «نشریهٔ علوم جنایی» منتشر شد، حاکی از این بود که مقدار تی‌اچ‌سی شاه‌دانه در کشور آمریکا از حدود ۳٫۳٪ در سال ۱۹۸۳ و ۱۹۸۴ به ۴٫۴۷٪ در سال ۱۹۹۷ افزایش یافته است. این مطالعه همچنین این‌گونه نتیجه گرفته است که در رابطه با قدرت سایر کانابینوئیدهای اصلی در ماری‌جوانا، تغییری طی سال‌های اخیر مشاهده نشده است. طی تحقیقات بیشتری که در دانشگاه میسیسیپی تحت پروژهٔ بررسی قدرت ماری‌جوانا صورت گرفت، معلوم شد که میزان متوسط تی.اچ. سی در نمونه‌های ماری‌جوانا بین سال‌های ۱۹۷۵ و ۲۰۰۷ از ۴٪ در سال ۱۹۸۳ به ۹٫۶٪ در سال ۲۰۰۷ افزایش یافته است.
- ماری‌جوانا می‌تواند حاوی بین ۳٪ تا ۲۲٪ تی.اچ. سی باشد.[۳۳][۳۴]
- کمترین مقداری از تی.اچ. سی که دارای اثرات روان‌گردان باشد حدود ۱۰ میکروگرم در کیلوگرم وزن بدن است.[۳۵] مدت زمان دوام اثر ماری‌جوانا تا حد زیادی به قدرت ماری‌جوانای مصرفی و نیز مقدار مصرف بستگی دارد اما اوج آن از ۲۰ دقیقه تا گاهی ۱ ساعت و اثرات آن نوعاً برای دو تا سه ساعت باقی می‌مانند.[۱۵]
- در یک آزمایش، به افراد ماری‌جوانا داده شده‌بود و اثرات آن بر همان افراد مورد بررسی قرار گرفت. نتایج این آزمایش نشان داد که اگرچه اثرات سریع و قوی ماری‌جوانا بر ویژگی‌های جسمی و روانیِ افراد واضح است، اما از این آثار در روز بعد از مصرف نشانه‌ای باقی نمی‌مانَد. این نشان می‌دهد که کشیدن یک سیگار ماری‌جوانا دارای اثرات ادامه‌دارِ بسیار اندکی است.[نیازمند منبع پزشکی]نوعی گل خشک شده از گیاه شاه‌دانه با نام «بابا کوش»، که دارای میزان قابل توجهی از تی‌اچ‌سی است.

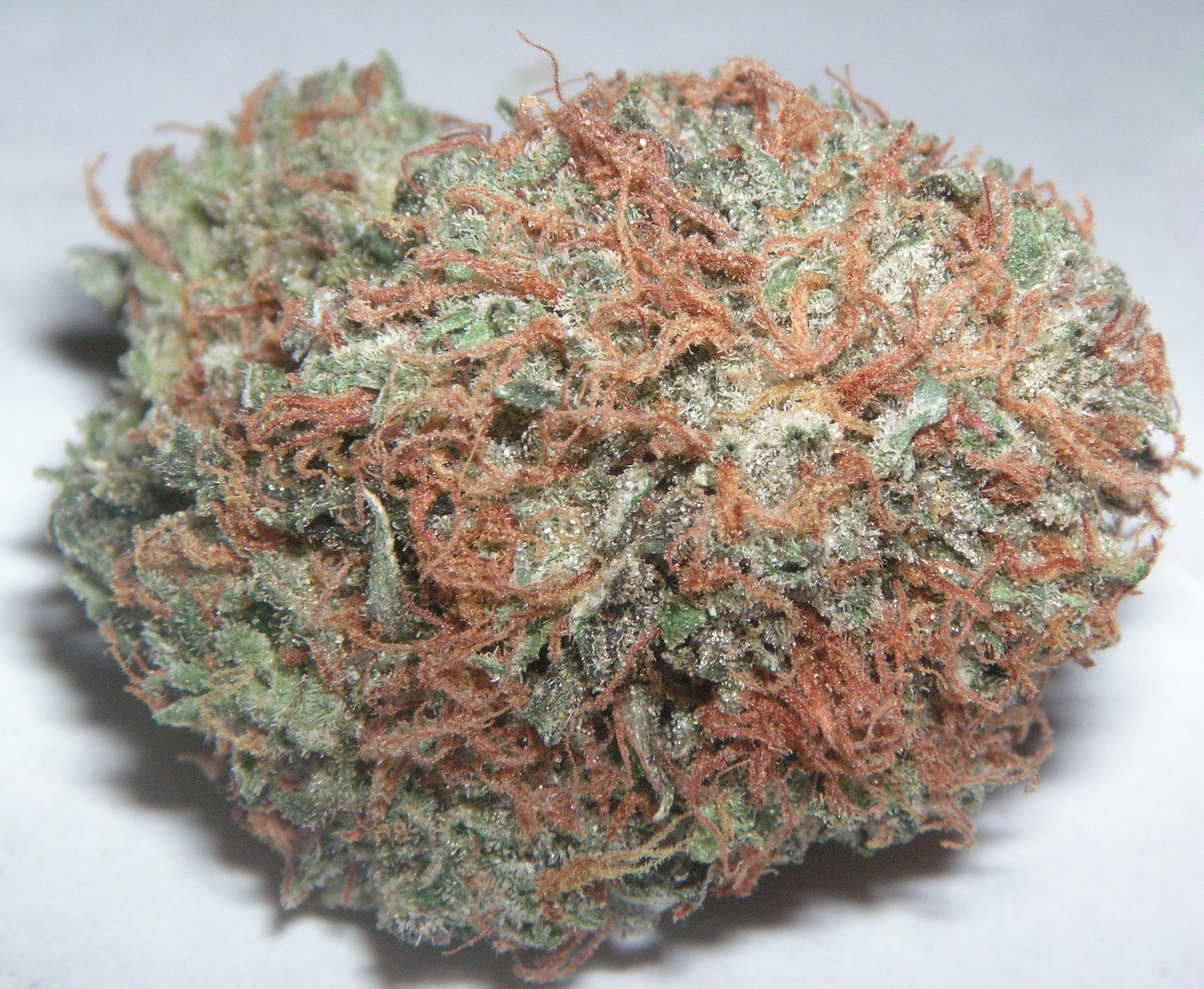
نوعی گل خشک شده از گیاه شاه‌دانه با نام «بابا کوش»، که دارای میزان قابل توجهی از تی‌اچ‌سی است.

اکثر کانابینوییدها محلول در چربی هستند و به راحتی در چربی ذخیره می‌شوند. از این‌رو دارای نیمه‌عمر نسبتاً طولانی در مقایسه با سایر مواد مخدر هستند. طبق گزارش آزمایشگاه‌های «رِدوود»، مولکول تی.اچ. سی و مؤلفه‌های مرتبط با آن، معمولاً در تست‌های مواد مخدر از روز سوم تا دهم قابل شناسایی هستند؛ نتیجهٔ آزمایش مصرف‌کنندگان حرفه‌ایِ ماری‌جوانا می‌تواند تا سه ماه پس از مصرف ماری‌جوانا همچنان مثبت باشد. مدت این زمان تا حد زیادی بسته به سوخت‌وساز (متابولیسم)، مقدار مصرف، و تعداد دفعات مصرف، متغیر است.

### مکانیسم اثر
مکانیسم اثر ماریجوانا به عملکرد تتراهیدروکانابینول و تأثیرات آن بر گیرنده‌های مختلف عصبی مربوط است، تتراهیدروکانابینول به صورت آگونیست گیرنده کانابینویید شماره یک و دو (CB1 و CB2) عمل می‌کند که عامل اصلی تأثیرات روانی ماری‌جوآنا است، تتراهیدروکانابینول بر گیرنده‌های مخدری (دلتا و مو اپیوئیدی) نیز برهم کنش دارد.

## سمّ‌شناسی
تاکنون هیچ گزارشی از مرگ بر اثر اوردوز ماری‌جوانا ثبت و ضبط نشده است. همچنین دوزهای بالای مصرف ماری‌جوانا به خودی خود خطرناک نیست، بلکه اثرات به وجود آمده در فرد مصرف‌کننده می‌تواند خطرناک باشد؛ به عنوان مثال فردی که دوز بالایی را مصرف کرده ممکن است در اثر بی‌اطلاعی از محیط، از ارتفاع سقوط کند.

## عوارض جانبی

وابستگی (قرمز)، لطمه جسمی (آبی) و خطر برای دیگران (سبز) که در شاه‌دانه (Cannabis) نشان داده شده است.

به گفته کالج سلطنتی روانپزشکان بریتانیا مصرف ماری‌جوانا در برخی موارد ممکن است اضطراب و پارانویا در افراد را افزایش دهد و منجر به سردرگمی و حتی توهم شود.
مارتا دی فارتی از کینگز کالج لندن می‌گوید «شواهد قانع‌کننده‌ای» وجود دارد که مصرف منظم ماری‌جوانا خطر ابتلا به بیماری‌های روانی مثل اسکیزوفرنی را به خصوص در نوجوانان افزایش می‌دهد. مایکل بلومفیلد از دانشگاه کالج لندن هم می‌گوید تصور می‌شود نوجوانان به ویژه بیشتر آسیب‌پذیر هستند، به دلیل این که مغز آن‌ها هنوز در حال رشد است. تحقیقات همچنین خطر بالایی از ابتلا به روان‌پریشی را به نوعی از ماری‌جوانا مرتبط دانسته‌اند که میزان بیشتری از ماده روانگردان تتراهیدروکانابینول (THC) دارد. نتیجه پژوهشی نشان داد که خطر ابتلا به روانپریشی در افرادی که هر روز ماری‌جوانای قوی مصرف می‌کنند، پنج برابر بیشتر از کسانی است که از آن استفاده نمی‌کنند. ماری‌جوانا می‌تواند وابستگی ایجاد کند، به ویژه اگر مرتب مصرف شود. تخمین زده شده که ۹ درصد از افرادی که مرتب این ماده را استفاده می‌کنند، به آن وابسته می‌شوند. به گفته کالج سلطنتی روانپزشکان، ترک ماری‌جوانا ممکن است در برخی افراد باعث علائمی مثل ولع شدید به مصرف ماری‌جوانا، کم‌اشتهایی، کم‌خوابی، نوسانات خلقی، زودرنجی و بی‌قراری شود. در حالی که ممکن است برخی از این اعتیادها روانشناختی باشد، به گفته دکتر بلومفیلد، ماده تی‌اچ‌سی در ماری‌جوانا می‌تواند برای برخی افراد اعتیاد جسمی هم ایجاد کند. دکتر مورگن می‌گوید مصرف ماری‌جوانا در کوتاه مدت به حافظه و توانایی شناختی افراد آسیب می‌زند. به نظر می‌رسد برخی اثرات ضعیف و قابل برگشت آن تا بیست روز باقی بماند.
پروفسور مورگن می‌گوید دربارهٔ این که مصرف ماری‌جوانا باعث می‌شود فرد به مواد مخدر قوی‌تری روی بیاورد، شواهد قوی وجود ندارد اما مصرف ماری‌جوانا ممکن است باعث شود که فرد به سیگار روی بیاورد و به گفته اداره خدمات ملی بهداشت بریتانیا، افرادی که به صورت منظم چه خالص چه با توتون، ماری‌جوانا می‌کشند، به احتمال زیاد ممکن است به بیماری برونشیت (التهاب پوشش ریه‌ها) مبتلا شوند.

## اثرات و کاربرد دارویی

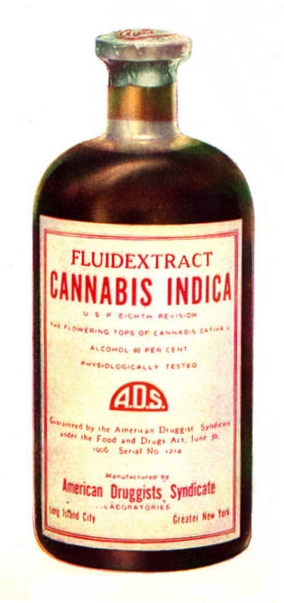
بطری حاوی عصاره ماریجوانای ایندیکا برای استفاده پزشکی، تولید شده در آمریکا

گزارش شده ماری‌جوانا می‌تواند موجب تحریک اشتها، کاهش علائم بیماری ام‌اس و نیز کاهش درد مزمن، اضطراب، تهوع و استفراغ به‌ویژه در جریان شیمی‌درمانی شود و شواهد متوسطی نیز وجود دارد که مصرف دارویی ماری‌جوانا می‌تواند به درمان اختلال خواب، بی‌اشتهایی، فیبرومیالژیا، اسکیزوفرنی، اختلال استرسی پس از آسیب روانی و پارکینسون کمک کند. مطالعات حیوانی اخیر نشان داده که عصارهٔ ماری‌جوانا ممکن است به کشتن سلول‌های خاصی از سرطان کمک کند. شواهد یک مطالعهٔ کشت سلولی از جوندگان نشان می‌دهد، عصاره‌های پاک شده از گیاه ماری‌جوانا می‌تواند روند رشد سلول‌های سرطانی را در یکی از جدی‌ترین انواع تومورهای مغزی آهسته کند.

### محصولات دارویی
سازمان غذا و داروی آمریکا یک داروی مایع مبتنی بر کانابینوئید سی‌بی‌دی موجود در ماریجوانا به نام اپیدئولکس (Epideolex) برای درمان دو نوع صرع جدی در کودکی، به نام‌های سندرم دراوه و سندرم لنوکس-گستو را تأیید کرده است. داروی ساتیوکس (sativex) نیز اولین فراورده دارویی ماریجوانا است که در بریتانیا مورد تأیید قرار گرفته و اثرات آن در درمان اسپاسم وابسته به بیماری ام‌اس و کاهش درد در این بیماری اثبات شده است. برای اثبات این اثرات، بر روی تأثیر ساتیوکس بر برخی از علائم مربوط به ام‌اس از جمله اسپاسم و هپیرتونی، مشکلات مثانه، لرزش و اختلالات خواب بررسی و تحقیق صورت گرفته است. این دارو با نام دیگر نابیکسیمولز (nabiximols) در چین، ژاپن، استرالیا، نیوزیلند و تعدادی کشورهای دیگر در آسیا، خاورمیانه و آفریقا نیز عرضه شده است.

### تأثیر بر غلظت اسپرم و سطح تستوسترون مردان
پژوهشگران معمولاً بر این باور بودند که مصرف ماریجوانا کیفیت و غلظت اسپرم را در مردان کاهش می‌دهد و در نتیجه موجب عدم باروری می‌شود اما به تازگی مطالعه‌ای توسط دانشگاه هاروارد در کلینیک باروری بیمارستان عمومی ماساچوست انجام گرفت و در ۵ فوریه ۲۰۱۹ منتشر شد؛ که برخلاف تصورات قبلی نشان می‌دهد مردانی که در زندگی خود ماریجوانا مصرف کرده‌اند به‌طور غیرمنتظره‌ای نسبت به دیگر مردان، غلظت اسپرمشان بسیار بیشتر است. همچنین مشخص شد تفاوت معنی داری میان غلظت اسپرم در افرادی که این ماده را مصرف می‌کنند، وجود ندارد.
در بیشتر مطالعات قبلی بر مدل‌های حیوانی یا مردان با سابقه مصرف مواد مخدر متمرکز شده بودند اما در این پژوهش محققان ۱۱۴۳ نمونه اسپرم از ۶۶۲ مرد بین سال‌های ۲۰۰۰ تا ۲۰۱۷ جمع‌آوری کردند. میانگین سن تمام مردان در زمان جمع‌آوری نمونه ۳۶ سال بود و ۳۱۷ نفر از شرکت‌کنندگان نمونه‌های خون را که برای هورمون‌های تولید مثل مورد تجزیه و تحلیل قرار گرفته بودند، ارائه کردند. برای جمع‌آوری اطلاعات در مورد استفاده از ماری‌جوانا در میان شرکت‌کنندگان مطالعه، پژوهشگران گزارش داده‌اند که در پرسش‌نامه خود از مردان سؤال‌هایی دربارهٔ استفاده آنان از این ماده پرسیدند. تجزیه و تحلیل نمونه‌های منی نشان داد مردانی که ماری‌جوانا استفاده می‌کنند، دارای میانگین غلظت ۶۲٫۷ میلیون اسپرم در هر میلی لیتر انزال بودند اما افرادی که هرگز ماریجوانا استفاده نکردند، میانگین غلظت ۴۵٫۴ میلیون اسپرم در هر میلی لیتر انزال داشتند. همچنین تنها ۵٪ از مصرف‌کنندگان ماریجوانا دارای غلظت اسپرم کمتر از ۱۵ میلیون بر میلی لیتر (آستانه تعیین شده سازمان بهداشت جهانی برای سطح طبیعی اسپرم) بودند اما ۱۲٪ مردانی که هرگز از این ماده استفاده نکرده بودند، کمتر از این مقدار اسپرم را داشتند.
همچنین این مطالعه نشان داد که در میان افراد مصرف‌کننده این ماده، مصرف بیشتر با افزایش سطح هورمون تستوسترون همراه است. پژوهشگران تأکید دارند که هنوز نمی‌دانند که این یافته‌ها چه تأثیری بر مردان در جامعه می‌گذارند، زیرا جمعیت مطالعه شامل مردان نابارور در زوج‌هایی هستند که به دنبال درمان در مرکز باروری هستند.
دکتر فیبی ناسان نویسنده مطالعه می‌گوید.
«یافته‌های ما خلاف آنچه که ما در ابتدا فرض کردیم، بود.
با این حال، آنها با دو تفسیر متفاوت مطابقت دارند، اول اینکه سطح پایین مصرف ماریجوانا می‌تواند به علت تأثیر آن بر سیستم اندوکانابینوئید، که نقش مهمی در باروری دارد، به نفع تولید اسپرم باشد، ولی این مزایا با مصرف سطوح بالاتر این ماده از بین می‌روند.
دوم اینکه یافته‌های ما می‌تواند انعکاس دهنده این واقعیت باشد که مردان با سطوح بالاتر تستسترون بیشتر درگیر رفتارهای پرخطر، از جمله مصرف ماریجوانا هستند.»

## همه‌گیری
در غرب محصولات گیاه شاهدانه پرمصرف‌ترین مادهٔ غیرقانونی است. همچنین، بر اساس گزارش سازمان ملل، ماری‌جوانا پرمصرف‌ترین مادهٔ غیرقانونی جهان است. در زمان حاضر، ماری‌جوانا بیشتر به دلایل تفریحی و اهداف درمانی و گاهی مذهبی و روحانی مورد استفاده قرار می‌گیرد.
سازمان ملل برآورد کرده است که در سال ۲۰۰۴ حدود ۴٪ از جمعیت بزرگسال جهان (برابر با ۱۶۲ میلیون نفر) در سال، ماری‌جوانا مصرف می‌کنند؛ و تقریباً ۰٫۶ درصد جمعیت جهان (حدوداً ۲۲٫۵ میلیون نفر) به‌طور روزانه ماری‌جوانا مصرف می‌کنند. تخمین زده می‌شود تنها در کشور آمریکا بیش از ۱۰۰ میلیون نفر در زندگی‌شان ماری‌جوانا را تجربه کرده‌اند و ۲۵ میلیون نفر طی سال گذشته چنین تجربه‌ای داشته‌اند.

### در ایران
در ایران، ماری‌جوانا بیشتر با نام عامیانهٔ گل شناخته می‌شود. در قوانین جمهوری اسلامی ایران ماری‌جوانا یک «ماده مخدر» در نظر گرفته می‌شود و بنابراین کشت و مصرف آن غیرقانونی است. مصرف ماری‌جوانا در بین دانش‌آموزان دبیرستانی و دانشجویان بسیار فراگیر است، به‌طوری که از سوی مسئولان هشدارهایی در مورد این گیاه داده شده است و آن را «نوظهور» می‌دانند. طبق گفته رئیس پلیس مبارزه با مواد مخدر تهران، ماری‌جوآنا از جمله مواد مخدری است که اکنون در فضای مجازی بیشترین سهم را در خرید و فروش دارد. این درحالی است که در سال ۹۶، ماری‌جوانا و مشتقات آن با ۱۱٫۹ درصد مصرف پس از تریاک دومین مادهٔ پرمصرف در میان مصرف‌کنندگان مستمر مواد مخدر در کشور اعلام شده است.

## مقایسه با سیگار
بر اساس گزارش نشریهٔ پزشکیِ بریتانیایی «لانست»، ماری‌جوانا در مقایسه با نیکوتین و الکل، وابستگی کمتری ایجاد می‌کند.
یک پژوهش در سال ۲۰۰۶ به مقایسهٔ اثرات کشیدن سیگارِ تنباکو و ماری‌جوانا بر ریه‌ها پرداخت. نتیجهٔ این پژوهش نشان داد که «حتی در کسانی که به مقدار فراوان ماری‌جوانا می‌کشند، خطر ابتلا به سرطان ریه افزایش نمی‌یابد.» درحالی‌که همین پژوهش نشان می‌داد که خطر ابتلا به سرطان ریه در کسانی که روزانه ۲ بسته یا بیشتر سیگار تنباکو می‌کشند، ۲۰ برابر بیشتر از سایرین است. نیکوتین موجود در سیگار ماده‌ای سرطان‌زا است، زیرا این ماده جلوی عملکرد طبیعی بدن به منظور دفع کردن سلول‌های آسیب دیده را که ممکن است در آینده سرطانی شوند می‌گیرد اما تی.اچ. سی برخلاف نیکوتین مرگ سلول‌های پیر را تقویت می‌کند و این احتمال را که آن‌ها به سلول‌های سرطانی تغییرشکل بدهند کاهش می‌دهد. همچنین مطالعات حاکی از سرطان‌زا بودن تعداد زیادی مواد شیمیایی دیگر موجود در سیگار است اما کانابینوییدهای ماریجوانا دارای ویژگی‌های ضد تومور سرطانی هستند.

## شیوهٔ مصرف

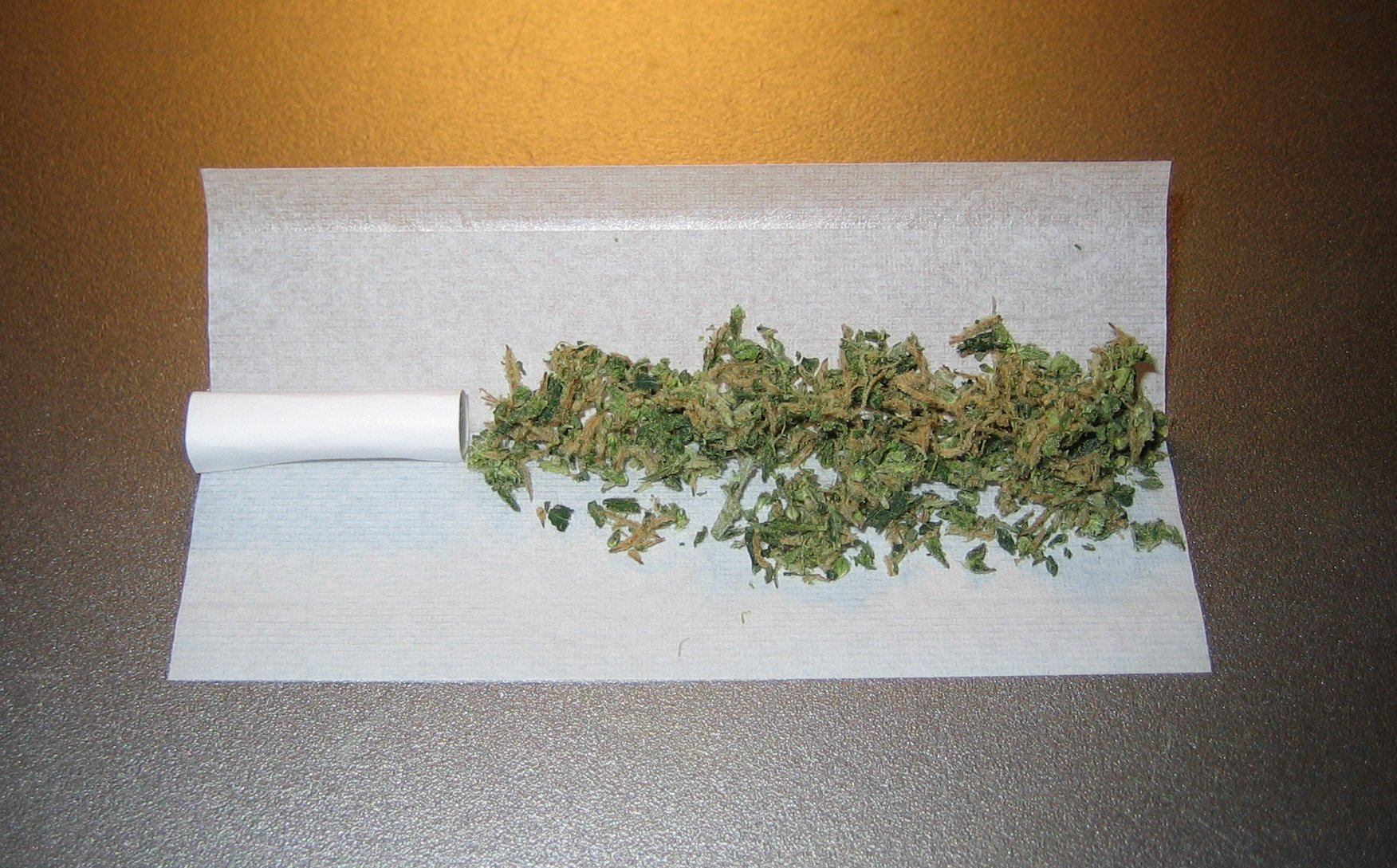
یک «پک یک گرمی» ماریجوانا قبل از پیچیده شدن در کاغذ مخصوص، به همراه فیلتر کاغذی دست‌ساز

### تدخین
ماری‌جوانا بیشتر به شکل سیگار در کاغذ مخصوصی به نام پیپر پیچیده شده و دود حاصل از سوختن آن کشیده می‌شود که در اصطلاح عامیانه به آن جوینت می‌گویند. سیگار ماری‌جوانا از گُل گیاه شاه‌دانه و گاهی مخلوط با برگ آن یا حشیش تهیه می‌شود. تأثیرات تدخینی این ماده تا حدود ۲ ساعت باقی می‌ماند. از جوز، پیپ، چپق، بانگ، و سیگار برگ برای تدخین ماری‌جوانا استفاده می‌شود. راه دیگر تدخین این ماده، کشیدن بخار حاصل از گرم شدن اجزای این ماده است که برخلاف روش سوزاندن که ریه‌ها را با دود حاصل از سوختن اجزای فعال گیاه درگیر می‌کند، استنشاق بخار این ماده باعث تحریک گلو و ریه‌ها نمی‌شود.

### خوراکی
ماریجوانا به صورت پودر، فراورده کنسرو و روغن کاربرد خوراکی دارد. اشکال مختلف ماریجوانا در آمریکا برای تهیه مواد خوراکی مانند پختن کیک‌ها، پیتزاها و تهیه سس‌ها و نوشیدنی‌ها در رستوران‌ها و کافه‌ها استفاده می‌شود و محصولات مختلفی از این ماده همچون کیک، آب نبات، شکلات و بستنی تولید شده و در بازار مواد غذایی آمریکا به فروش می‌رسد. وقتی که ماری‌جوانا به صورت خوراکی مصرف می‌شود، کیفیت اثرگذاری آن متفاوت است و اثرات روان‌گردانی آن معمولاً قوی‌تر از حد انتظار ظاهر می‌شوند. همچنین، زمان بیشتری طول می‌کشد تا اثرات روان‌گردانی آن ظاهر شود، زمان بیشتر نیز باقی می‌ماند و نوعاً بین ۴ تا ۱۰ ساعت پس از مصرف دوام می‌آورد. روش‌های خوراکی ماری‌جوانا نیاز به درون کشیدن مواد سوختنی ایجادشده در روش سیگاری ندارد و از این‌رو آسیب‌های تنفسی همراه با کشیدن ماری‌جوانا در این روش وجود ندارد.

### زیر زبانی
برخی داروهای تولید شده از ماریجوانا مانند ساتیوکس (Sativex) به صورت قرص زیر زبانی مصرف می‌شود.

## ترک مصرف
تنها اقلیتی از مصرف‌کنندگانِ ماری‌جوانا به‌واسطهٔ وابستگی به این ماده به‌دنبال درمان و کمک‌های پزشکی می‌روند. همچنین، شواهد و مدارک نشان می‌دهد نیاز به کمک برای توقف مصرف ماری‌جوانا و نیز تقاضا برای درمان وابستگی به ماری‌جوانا در سطح بین‌المللی در حال افزایش است.
بر مبنای دی‌اس‌ام-۵ تنها ۹ درصد از مصرف‌کنندگان ماری‌جوانا به آن وابستگی پیدا می‌کنند؛ برای مقایسه این رقم برای کوکائین ۲۰ درصد، الکل ۲۳ درصد و نیکوتین ۶۸ درصد است. حدود نیمی از مصرف‌کنندگان روزانه بعد از توقف مصرف با علائمی چون ولع شدید به مصرف، بی‌خوابی، بی‌اشتهایی، بی‌قراری و کلافگی روبه‌رو می‌شوند. خطرات ناشی از وابستگی و ترک ماری‌جوانا بسیار کمتر از الکل است و فرد معمولاً می‌تواند بدون مراقبت پزشکی یا دارویی این کار را انجام دهد.
در درمان اعتیاد به ماری‌جوانا، دیوید مک‌داول از دانشگاه کلمبیا، دریافت که برای موفقیت در درمان باید بین سه گروه از کاربران، یعنی «مصرف‌کنندگان گه‌گاهی»، «مصرف‌کنندگان هرروزه» و نیز «مصرف‌کنندگان مزمن» که چندین بار در روز از این ماده استفاده می‌کنند تمایز قائل شد.

## وضعیت قانونی
اروگوئه در سال ۲۰۱۳ نخستین کشوری بود که لایحهٔ تولید و تجارت آزاد ماری‌جوانا را تصویب کرد. این ابتکار به‌وسیلهٔ خوزه موخیکا، رئیس‌جمهور اروگوئه ارائه شد و به تصویب سنا این کشور رسید.
اگرچه در هلند فروش ماری‌جوانا در کافی شاپ‌ها پیش از این لایحه آزاد بود، اما اروگوئه برای نخستین بار، تمامی فعالیت‌های مرتبط، از کاشت تا خریدوفروش را قانونی کرده است. شهروندان اروگوئه مجازند سالانه شش نهال گیاه ماری‌جوانا را در خانه‌هایشان پرورش دهند. در هلند هم، در برخی شهرها، کافی شاپ‌ها مجاز به ارائهٔ ماری‌جوانا به مشتریان خود هستند. با وجود مخالفت‌ها، دولت هلند در سال ۲۰۱۲ میلادی قوانینی برای محدود کردن فروش مواد مخدر به گردشگران تصویب کرده تا بدین وسیله تعداد آن دسته از گردشگرانی که تنها برای استعمال آزادانهٔ مواد مخدر به این کشور سفر می‌کنند، کاهش یابد.
برای نخستین بار در ایالات متحده آمریکا رأی‌دهندگان در ایالت‌های کلورادو و واشینگتن با شرکت در دو همه‌پرسی در ماه نوامبر سال ۲۰۱۳ به آزادسازی مصرف ماری‌جوانا رأی دادند. تا ژوئیه ۲۰۱۸، در ۱۰ ایالت آمریکا از جمله واشینگتن پایتخت این کشور، به‌طور کلی مصرف این ماده برای افراد بالای ۲۱ سال آزاد است و در ۳۰ ایالت دیگر نیز استفاده از آن برای مصارف پزشکی قانونی شده است.
۲۱ ژوئن ۲۰۱۸ در پارلمان کشور کانادا لایحهٔ آزادسازی مصرف ماریجوانا با موافقت اکثریت نمایندگان و سناتورها همراه شد. براساس قوانین این لایحه شهروندان بزرگسال کانادایی می‌توانند تا ۳۰ گرم ماری‌جوانا را در مکان عمومی حمل و با دیگران تقسیم کنند. هم‌چنین اجازه کاشت ۴ بوته شاهدانه و تهیه مواد خوراکی از آن نیز شامل این قانون خواهد بود.
همچنین مصرف پزشکی ماریجوانا در کشورهای آرژانتین، استرالیا، هلند، بلژیک، شیلی، کلمبیا، مکزیک، پرتغال، بریتانیا، یونان، اسپانیا، آلمان، ایتالیا، کرواسی، لهستان، دانمارک، نروژ، سوئیس، فنلاند، جمهوری چک، پرو، ترکیه، اسرائیل، آفریقای جنوبی و زیمبابوه مجاز است.

### ماری‌جوانا به‌مثابه دروازهٔ ورود
- فرضیهٔ «ماری‌جوانا به مثابهٔ دروازهٔ ورود» مدعی است که مصرف ماری‌جوانا احتمال این را که افراد، متعاقبِ مصرف آن، به مصرف مواد مخدرِ خطرناک‌تر روی آورند افزایش می‌دهد و از این‌رو ماری‌جوانا همچون یک دروازهٔ ورود برای گرایش به مواد خطرناک‌تر است.[۸۵] در پژوهشی که سال ۲۰۱۱ در استرالیا انجام شد[۸۶] نشان داد که مصرف ماری‌جوانا کمتر به تنهایی و بدون حضور مواد دیگر صورت می‌گیرد. ۹۵٪ مصرف‌کنندگان ماری‌جوانا از الکل نیز استفاده می‌کردند، ۲۶٪ از آمفتامین و ۱۹٪ از اکستازی. تنها ۲٫۷٪ از این افراد اعلام کردند که همراه با ماری‌جوانا از هیچ مادهٔ دیگری استفاده نمی‌کنند.[۸۷] این فرضیه در گذشته یکی از ستون‌های اصلی سیاست‌گذاری‌های مخالف با مصرف ماری‌جوانا در کشور آمریکا بوده است.[۸۸] با این وجود، اعتبار و صحت این فرضیه به شدت محل بحث است.[۸۵]

## نگارخانه

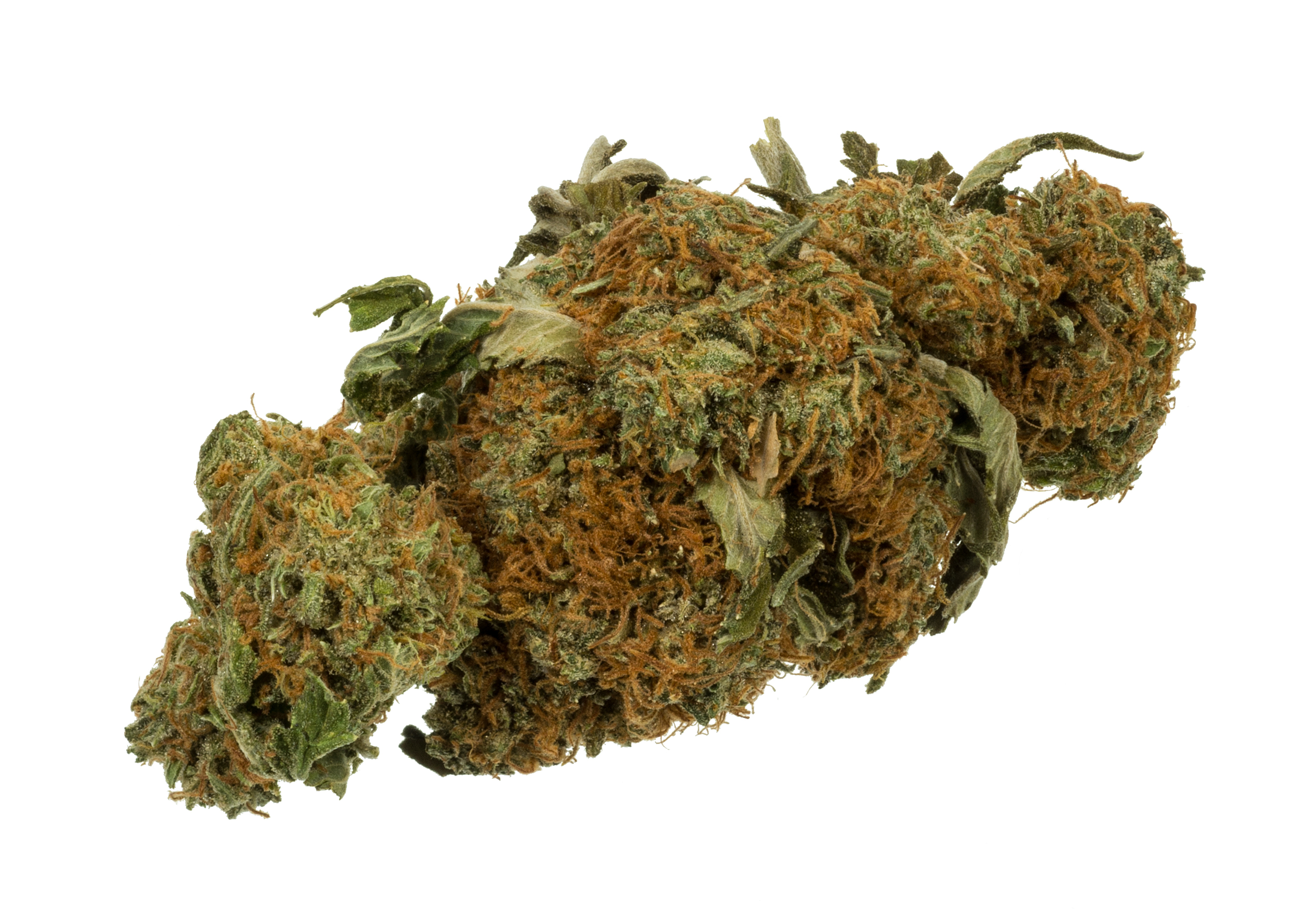
گل ماریجوانا
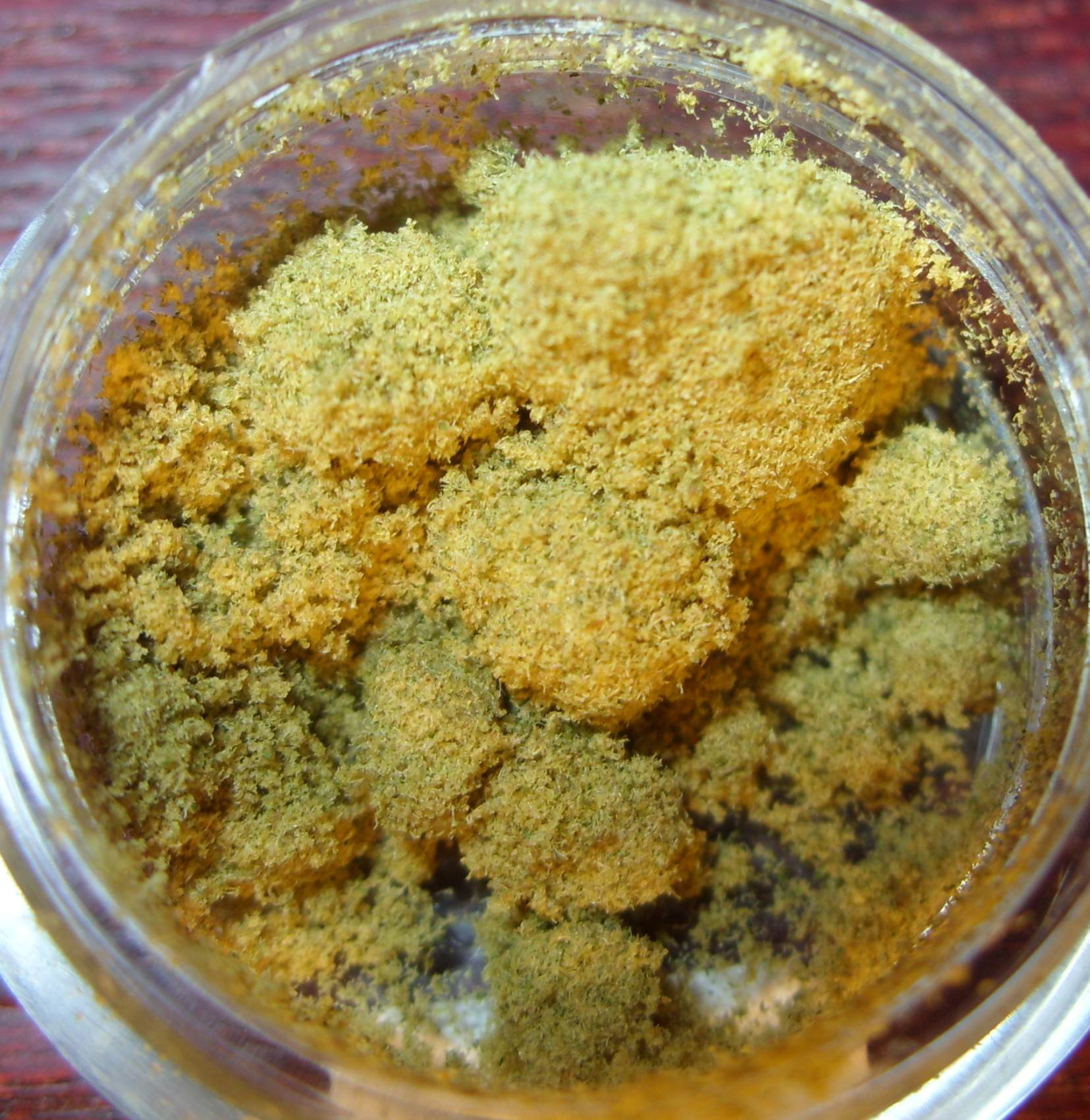
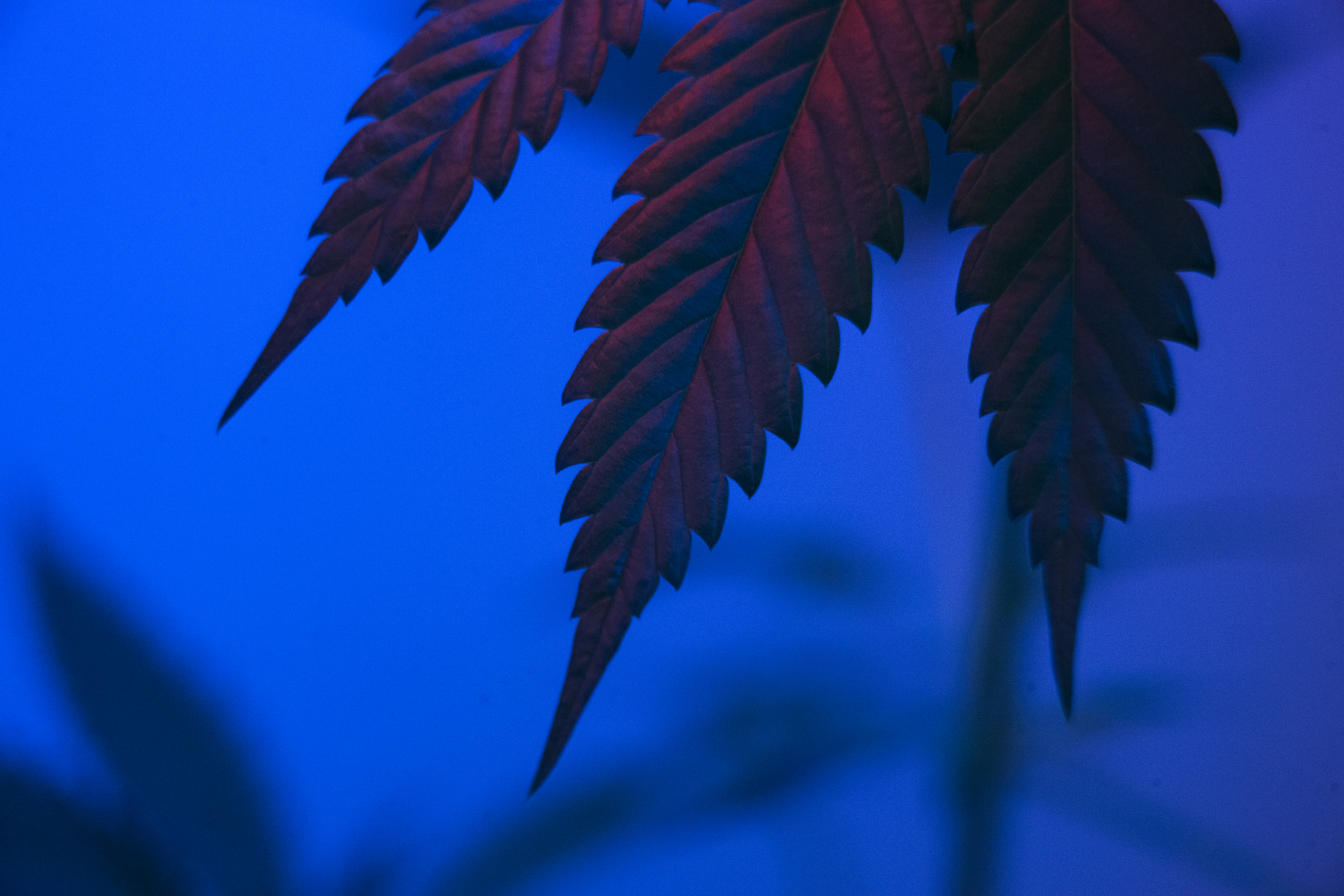
برگ‌های کنگره‌ای گیاه ماری‌جوانا در زیر نور مصنوعی
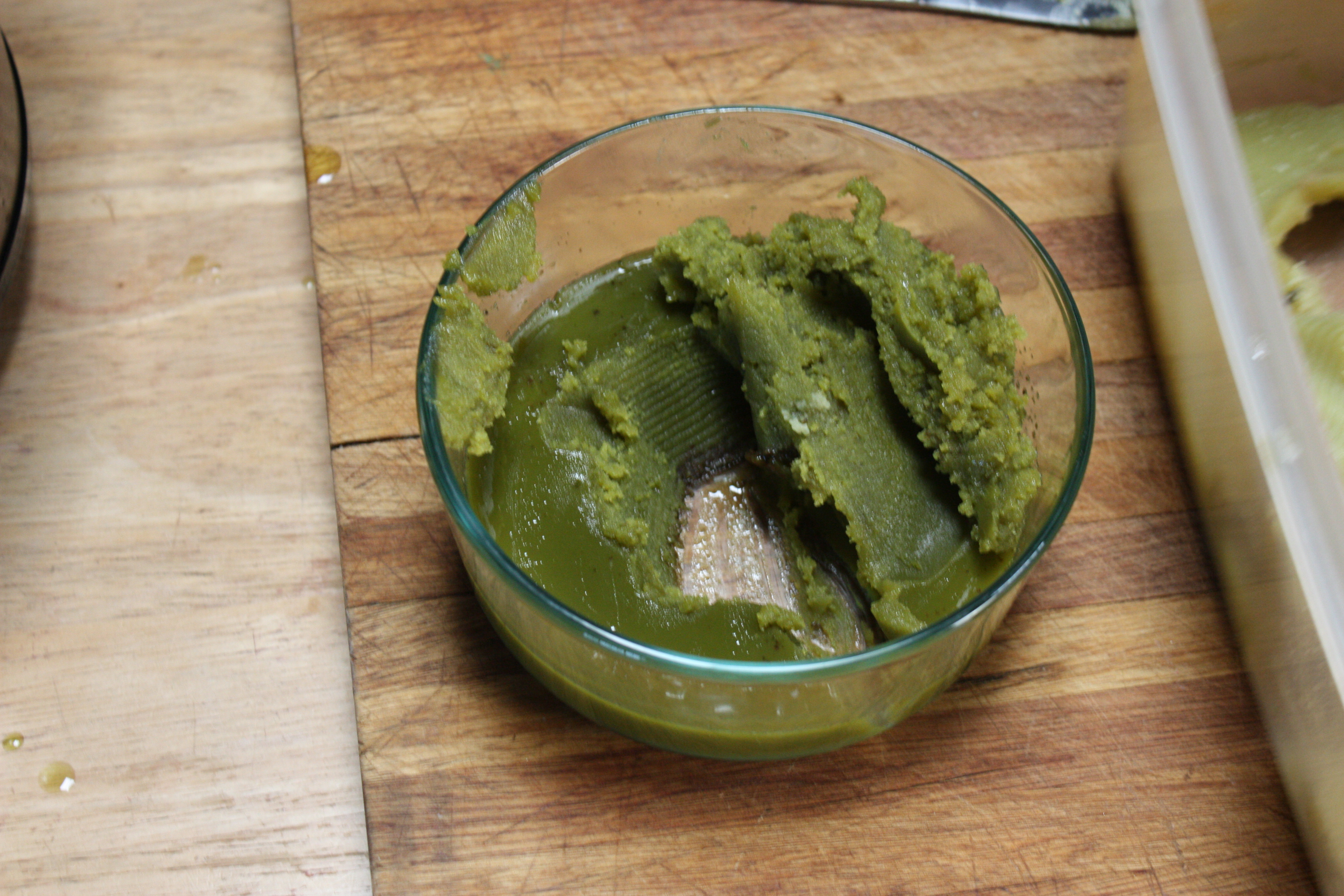
نوعی فراورده تولید شده از ماریجوانا به نام کره کانابیس که در مواد غذایی استفاده می‌شود.
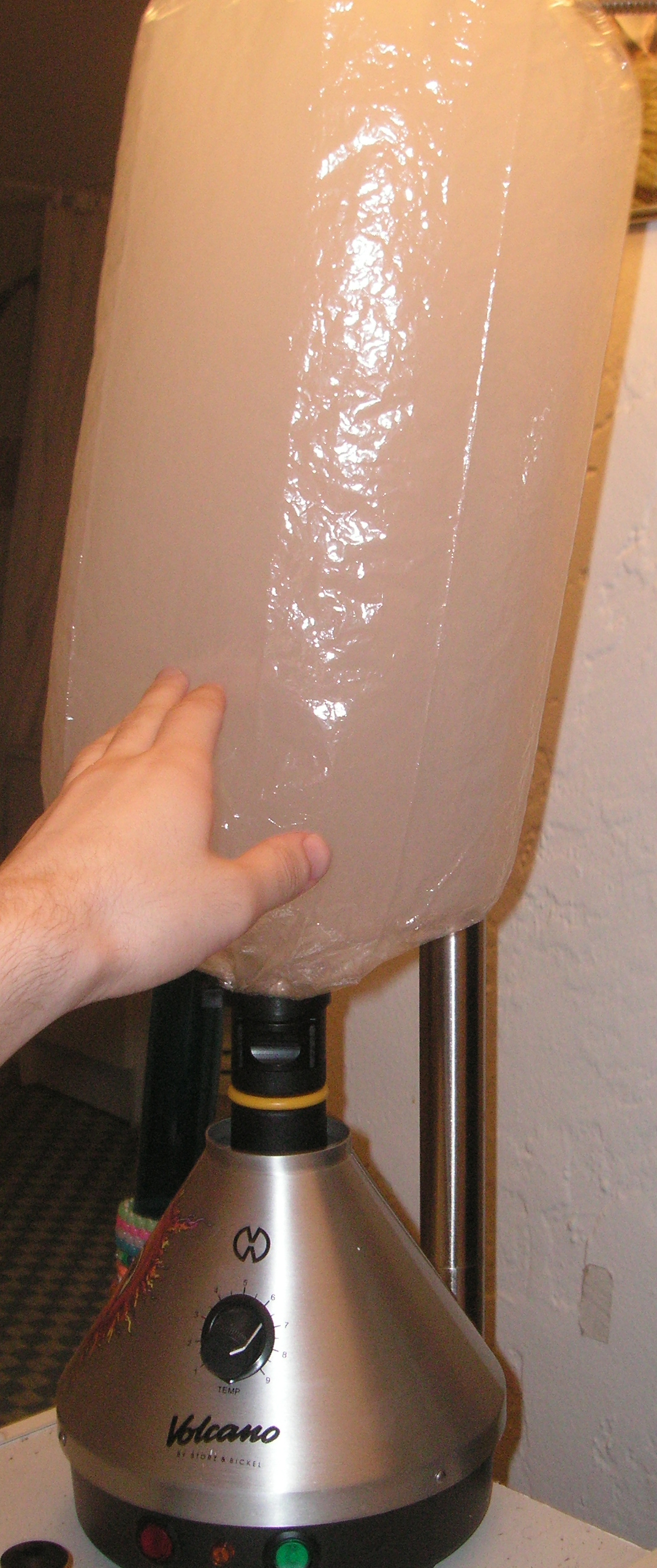
تدخین به وسیلهٔ هوای داغ، در این روش ماده مصرفی تبخیر شده و نمی‌سوزد.